# Adviescolumn
Een adviescolumn, ook wel adviesrubriek genoemd, is een type column of rubriek dat advies geeft aan de lezer. Deze columns worden niet alleen in gedrukte media gepubliceerd, maar kunnen ook door de schrijver voor de radio of tv worden voorgelezen.
De adviescolumnist stelt zich soms op als een wijze man of vrouw op een bepaald terrein, maar meestal met betrekking tot een grote variëteit van problemen, zoals het milieu of de omgang met anderen. Lezers van Story kennen al vijfentwintig jaar 'Lieve Mona', die een groot scala aan onderwerpen behandelde. Het grote voorbeeld was 'Lieve Lita', een rubriek in Libelle geschreven door Lita Vuerhard, die vanaf de jaren vijftig tientallen jaren de lezeressen van advies diende. 'Lieve Lita' werd spreekwoordelijk. In de VS zijn Dear Abby en haar zus Ann Landers heel bekend. Dit type columnist wordt een agony aunt of biechtmoeder genoemd.
Op het gebied van de psychologie zijn in Nederland vooral de Amerikaanse presentator Dr. Phil en de klinisch psycholoog Jeffrey Wijnberg bekend. De laatste als wekelijkse columnist in de katern 'Vrouw en Relatie' van De Telegraaf. Het genre lezer/vraag is een onderdeel in veel week- of maandbladen, en ook in internetpublicaties.